# CLARION (認知架構)
CLARION是一种计算認知架構，為適應性規則在線歸納的聯結主義學習(Connectionist Learning with Adaptive Rule Induction On-line)的縮寫。CLARION已被用来模拟多個认知心理学和社会心理学中的领域和任务，並且在人工智能应用方面实现智能系统。 一个CLARION的重要特點是有著隐性歷程和显性歷程之分，并着重于捕获这两种类型的歷程之间的交互作用。该系统由Ron Sun领导的研究小组创建。 

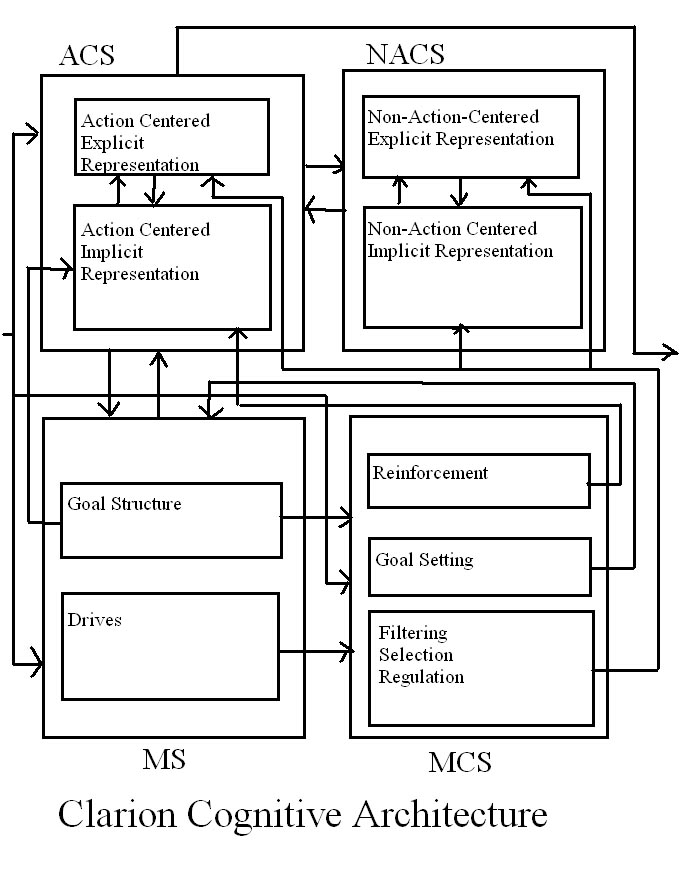
CLARION框架

## 綜述
CLARION是由多個不同的子系统所構成的綜合架構，所有子系统都有双重表徵结构（隐性表徵与显性表徵) (Sun et al., 2005）。 該架構的子系统包含「动作中心子系统」、「非动作中心子系统」、「动机子系统」和「元认知子系统」。 

### 动作中心子系统
以动作为中心的子系统的作用是控制外在和内在動作。 隐性层由称为动作神經網路的神經網路所组成，而显性层由动作规则组成。 这两层之间可能会有协同作用，例如，當代理必須為手邊的程序制定明確的規則時，就可以加速學習一項技能，這就有人主張單靠隱性層無法像顯性層和隱性層結合那樣，實現最佳化。 

### 非动作中心子系统
非动作中心子系统的作用是為了维护一般性知識。 隐性层是由聯想神經網路组成，而底层是關聯規則。 知识又分为語義性和情节性，其中語義性是概括性知识，而情节性是适用于更特定情况的知识。 另外需要注意的是，由于存在隐性层，所以并非所有陳述性知识都必须是显性知識。 

### 动机子系统
动机子系统的作用是为知覺、動作和认知提供潜在的动机。 CLARION中的动机系统由底层驱动器所组成，每个驱动器的強弱不一。 有低级驱动器，也有旨在保持代理的持续性、目的性、专注性和适应性高级驱动器。 动机系统的显性层是由目标组成。使用顯性目标是因為顯性目標比隱性的激励状态來得稳定。 CLARION框架认为，人的激励歷程是非常复杂的，不能仅仅透過顯性表徵来表示。 
一些低级驱动器的例子包括： 
- 食物
- 水
- 繁殖
- 避免令人不快的刺激（不是与其他低级驱动器互斥，而是为了更具体的刺激而分开）

一些高级驱动器的例子包括： 
- 隶属关系与归属感
- 认可与成就
- 主導与权力
- 公正性

派生驅動器(通常來自嘗試滿足主驅動器)也有可能透過條件作用或透過外部指令創建。每個所需的驅動器將有個相稱的強度，機會也會被考慮在內。 

### 元认知子系统
元認知子系統的作用是監視、指導和修改所有其他子系統的操作。元認知子系統中的動作包括：設定動作中心子系統的目標，設定動作子系統和非動作子系統的参數，改變動作子系統和非動作子系統所正在進行的歷程。 

## 学习
學習可以分別以顯性知識和隱性知識來表徵，也可以用自下而上和自上而下的學習來表徵。隱性知識的學習透過「Q-learning」來表徵，而顯性知識的學習則透過假設檢驗等「一次性學習」來表徵。自下而上的學習 (Sun et al.， 2001）是透過規則提取-細化演算法 (Rule-Extraction-Refinement algorithm ，RER）由神經網路向上傳播到顯性層來表徵，而自上而下的學習則可以透過多种方式表徵。   

## 与其他认知架构的比较
- ACT-R區分了程序性記憶和陳述性記憶，這有點類似于CLARION在動作中心子系統和非動作中心子系統之間的區別。 然而，ACT-R在隐性歷程和显性歷程之间没有明确的区别（基于歷程或基於表徵），而这在CLARION理论中是個基本假设。
- Soar在隱性认知与顯性认知之间、或是在程序性記憶和陳述性記憶之间，對於「基于表徵或基於歷程」並沒有清楚的區別。Soar是基于问题空间、状态和運算元的思想。當目標堆疊上有一個突出的目標時，不同的產出會提出用於實現目標的各种運算元和優選運算元。
- EPIC采用了类似于ACT-R的產出系统。然而，EPIC不包含在CLARION中必不可少的「歷程顯隐性的二分法」

## 理论应用
目前已將CLARION用于解释各种心理資料（Sun，2002，2016），如序列反应时间任务、人造語法学习任务、歷程控制任务、分类推理任务、字母算术任务和河内塔任务。 序列反应时间和歷程控制任务是典型的隐性学习任务（主要涉及隐式反应的例行程序），而“河内塔”和字母算术则是高级认知技能习得任务（大量存在顯性歷程）。 另外，錯綜复雜的布雷區的导航任务會涉及到复杂、有次序的决策，而在此任務上已經進行了大量的工作。 關於組織決策任務、其他社會模擬任務（例如Naveh和Sun，2006）還有元认知任务的工作也已經開始進行。 
认知架构的其他应用包括创造力模拟（Helie和Sun，2010）和意识（或人工意识）的计算基础處理（Coward和Sun，2004）。 